# The Mysterious Cipher
The Mysterious Cipher è un cortometraggio muto del 1916 diretto da J. Gunnis Davis (come James Davis). È l'ottantacinquesimo dei 119 episodi del serial The Hazards of Helen prodotto dalla Kalem Company.

## Produzione
Il film fu prodotto dalla Kalem Company.

## Distribuzione
Distribuito dalla General Film Company, il film - un cortometraggio in una bobina - uscì nelle sale cinematografiche USA il 24 giugno 1916.